# Xantolis burmanica
Xantolis burmanica là một loài thực vật có hoa trong họ Hồng xiêm. Loài này được Henry Collett và William Botting Hemsley miêu tả khoa học đầu tiên năm 1890 dưới danh pháp Sideroxylon burmanicum. Năm 1957 Pieter van Royen chuyển nó sang chi Xantolis.
Loài này có tại Myanmar và Thái Lan.